# Giordano Orsini (zm. 1438)
Giordano Orsini (ur. ok. 1360/1370, zm. 29 maja 1438) – włoski kardynał.

## Życiorys
Pochodził ze słynnego rzymskiego rodu arystokratycznego. Arcybiskup Neapolu od lutego 1400 do czerwca 1405, gdy papież Innocenty VII mianował go kardynałem prezbiterem Santi Silvestro e Martino ai Monti i rzymskim senatorem. Uczestniczył w konklawe 1406. W 1408 porzucił obediencję rzymską papieża Grzegorza XII i przyłączył się do Soboru w Pizie. Wybrany na tym soborze antypapież Aleksander V potwierdził jego godność kardynalską, przyznając mu tytuł prezbitera S. Lorenzo in Damaso w miejsce dotychczasowego (był to jeden z pierwszych przypadków zastosowania wprowadzonego właśnie przez Aleksandra V tzw. ius optionis tj. wymiany tytułów kardynalskich w obrębie jednej rangi kardynalskiej; do tej pory zmiana tytułu była możliwa jedynie w drodze promocji do wyższej rangi np. z kardynała prezbitera do kardynała biskupa). Za pontyfikatu pizańskiego papieża Jana XXIII był jego legatem w Hiszpanii, Picenum i Bolonii oraz wizytatorem rzymskich kościołów i klasztorów. W 1412 uzyskał promocję do rangi kardynała biskupa diecezji suburbikarnej Albano. Uczestniczył w Soborze w Konstancji (przewodniczył jego piątej sesji) oraz w konklawe 1417. Papież Marcin V mianował go legatem we Francji w celu mediowania między Anglią a Francją w wojnie stuletniej. Po powrocie z tej misji w 1419 został legatem w Ankonie. Na początku 1426 wysłano go do Czech, Niemiec i na Węgry w celu zwalczania herezji husyckiej. Uczestniczył w konklawe 1431. Nowy papież Eugeniusz IV przeniósł go do diecezji suburbikarnej Sabina i mianował swoim legatem na Sobór w Bazylei, który otworzył 23 lipca 1431. Bronił praw papieża wobec koncyliarystów. W 1433 asystował cesarzowi Zygmuntowi w podróży koronacyjnej do Rzymu. Dziekan św. Kolegium Kardynałów po śmierci kardynała Angelo d’Anna de Sommariva (lipiec 1428), pełnił także funkcje komendatariusza opactwa Farfa (zrezygnował w marcu 1435), wielkiego penitencjariusza (1415-1438) i protektora zakonu franciszkanów.
Był wielkim przyjacielem i patronem artystów i uczonych oraz właścicielem kolekcji liczącej 254 bezcenne manuskrypty, które podarował Bibliotece Watykańskiej. Zmarł w Rzymie i został pochowany w bazylice watykańskiej, której był archiprezbiterem od 1434 roku.